# Jean Rondeau (musiker)
Jean Rondeau, född 23 april 1991 i Paris, är en fransk klassisk cembalist och pianist. Han studerade vid Conservatoire National Supérieur de Musique i Paris under Blandine Verlet,
vidare vid Guildhall School of Music i London, där han undervisades av Carole Cerasi och James Johnstone. 
Jean Rondeau började spela cembalo vid sex års ålder efter att ha hört instrumentet på radion och förklarat till sina föräldrar "Jag vill verkligen kunna göra det där ljudet".
År 2012 vann Rondeau första plats i cembalotävlingen på Musica Antiqua Festival i Brygge, Belgien. Samma år fick han EU:s EUBO Development Trust Prize och vann andraplatsen vid Prague Spring International Music Festival cembalo-tävlingen. Han vann priset Young Soloist i Prix des Radios Francophones Publiques 2014. 
Utöver sinna soloframträdanden uppträder Rondeau också med barockkvartetten Nevermind, och han är grundare av gruppen Note Forget, en jazzensemble där han spelar på piano.
Washington Post har beskrivit Jean Rondeau som "en mästare på sitt instrument med den sortens kommunikativa gåvor som 
normalt musiker som är dubbelt så gamla har". Enligt den australiska klassiska musiktidningen Limelight verkar Rondeaus spel "låst i en kamp mellan lyrik och kontemplation, passion och avskildhet. 

## Diskografi (i urval)
- Imagine, (2015)
- Vertigo, (2016)
- Bach, (2017)
- Paula, (2017)
- Scarlatti, (2018)
- Barricades, (2020)
- Melancholy Grace, (2021)
- Gradus Ad Parnassum, (2023)